# Michaił Wiktorow (funkcjonariusz)
Michaił Pietrowicz Wiktorow (Nowosiołow) (ros. Михаил Петрович Викторов (Новосёлов), ur. 1897 w Tomsku, zm. 9 sierpnia 1950 w łagrze w Ust'-Wymie w Komijskiej ASRR) – funkcjonariusz radzieckich służb specjalnych, major bezpieczeństwa państwowego.

## Życiorys
Od czerwca 1914 do lutego 1918 służył w rosyjskiej armii, a od lutego 1918 do lutego 1920 w Armii Czerwonej, w październiku 1918 został członkiem RKP(b). W lutym 1920 został pełnomocnikiem ałtajskiej gubernialnej Czeki, a w kwietniu 1922 pełnomocnikiem i później zastępcą szefa Wydziału Tajnego Głównego Zarządu Państwowej Ochrony Politycznej Republiki Dalekiego Wschodu, od października 1923 do września 1924 był szefem Wydziału Tajnego/Wydziału Kontrwywiadowczego Amurskiego Gubernialnego Oddziału GPU, a od września 1924 do listopada 1925 Wydziału Kontrwywiadowczego Zabajkalskiego Gubernialnego Oddziału GPU. Od listopada 1925 do października 1930 kierował Wydziałem Kontrwywiadowczym GPU Turkmeńskiej SRR, a od października 1930 do maja 1931 Wydziałem Specjalnym GPU Turkmeńskiej SRR, od maja 1931 do października 1932 był pomocnikiem szefa Wydziału Specjalnego OGPU Środkowoazjatyckiego Okręgu Wojskowego, a od października 1932 do stycznia 1933 słuchaczem kursów wyższej kadry kierowniczej OGPU ZSRR. Następnie ponownie objął funkcję szefa Wydziału Specjalnego GPU Turkmeńskiej SRR, od lipca do 9 listopada 1934 był pomocnikiem szefa Wydziału Specjalnego Zarządu Bezpieczeństwa Państwowego (UGB) Zarządu NKWD Azji Środkowej, od listopada 1934 do marca 1935 pomocnikiem szefa Wydziału Specjalnego GUGB NKWD Środkowoazjatyckiego Okręgu Wojskowego, od 22 marca do 9 kwietnia 1935 zastępcą szefa, a od 9 kwietnia 1935 do 14 grudnia 1936 szefem Wydziału Specjalnego UGB NKWD Uzbeckiej SRR, 25 grudnia 1935 otrzymał stopień kapitana bezpieczeństwa państwowego. Od 14 grudnia 1936 do 28 kwietnia 1937 był szefem Wydziału Kontrwywiadowczego/Wydziału III UGB NKWD Uzbeckiej SRR, od maja do sierpnia 1937 szefem Wydziału VI UGB Zarządu NKWD obwodu saratowskiego, od sierpnia do listopada 1937 pomocnikiem szefa, a od listopada 1937 do marca 1938 zastępcą szefa Zarządu NKWD obwodu zachodniego/obwodu smoleńskiego. Od 31 marca do 14 kwietnia 1938 był p.o. szefa Zarządu NKWD obwodu witebskiego, a w kwietniu-maju 1938 p.o. zastępcy ludowego komisarza spraw wewnętrznych Białoruskiej SRR, następnie od 22 maja 1938 do 222 stycznia 1939 szefem Zarządu NKWD obwodu swierdłowskiego, 5 czerwca 1938 awansował na majora bezpieczeństwa państwowego. Był odznaczony Orderem Czerwonego Sztandaru Pracy Turkmeńskiej SRR.
22 stycznia 1939 został aresztowany, a w lipcu 1941 skazany na 15 lat pozbawienia wolności, zmarł w łagrze.